# Christian Amport
Christian Amport, auch latinisiert ad Portum, (* um 1540 in Wiedlisbach; † 8. März 1590 in Bern) war ein Schweizer evangelischer Geistlicher und Hochschullehrer.

## Leben
Christian Amport studierte 1556 an der Hohen Schule in Bern und erhielt ein Stipendium an der Hohen Schule (später Collegium Carolinum) in Zürich. 1557 setzte er sein Studium an der Universität Marburg fort und wurde auch im gleichen Jahr ordiniert.
Von 1560 bis 1566 war er Schulmeister in Zofingen und darauf von 1566 bis 1573 in Bern.
1573 übernahm er bis zu seinem Tod das Amt des Vorstehers des Alumnats, das sich im Gebäude des in der Reformation 1528 aufgelösten Barfüsserklosters (heute: Hauptgebäude der Universität Bern), befand; in dieser Zeit war er an der Hohen Schule von 1573 bis 1574 Professor der hebräischen und griechischen Sprache, von 1574 bis 1575 der griechischen Sprache und der Theologie, von 1575 bis 1578 nur der griechischen Sprache und ab 1578 der Theologie.
1585 wurde er Mitglied der Berner Delegation bei der Tagsatzung der vier reformierten Städte in Aarau über das Täuferproblem. Er nahm gemeinsam mit Johann von Wattenwyl, Hans Rudolf Sager und dem Theologen Abraham Müsli († 1591) an der Beratung teil, deren Ergebnis das Ziel der Ausrottung der Täufer, mit verschiedenen Massnahmen, in Bern war.
Im Huberschen Streit, den Samuel Huber auslöste, weil dieser die calvinistische Abendmahls- und die Prädestinationslehre bestritt, stand Christian Amport entschieden auf der in Bern klar dominierenden reformiert-calvinistischen Seite.
Christian Amport war seit 1566 mit Anna (geb. Roth) aus Basel verheiratet. Gemeinsam hatten sie zehn Kinder; zu diesen gehörten unter anderem:
- Abraham Amport (* 7. April 1569 in Bern; † 1617), Vogt in Schenkenberg und Tscherlitz, verheiratet in erster Ehe mit Elisabeth Kirchberger und in zweiter Ehe mit Elisabeth von Erlach;
- Christian Amport (26. März 1574 in Bern; † Februar 1632), Pfarrer in Hasli, Grafenried, Fraubrunnen und Belp, verheiratet mit Salome Pretelli;
- Samuel Amport (* 23. Oktober 1575 in Bern; † 1631), Pfarrer in Münchenbuchsee;
- Jakob Amport (17. Juni 1580 in Bern; † März 1636 in Lausanne), Professor für Philosophie und Theologie sowie Rektor der Lausanner Akademie.

## Schriften (Auswahl)
- Ad Sebastiani Verronis Friburgensium apud Helvetios parochi ac sacerdotis Jesuastri, quaestiones de Verbo Dei, S. Scriptura comprehenso, Responsiones analyticae et. Genève: Eustache Vignon, 1586.